# Roberto Goicoechea
Roberto Giocoechea (1927. november 27. – 2000. június 21.) argentin nemzetközi labdarúgó-játékvezető. Teljes neve: Roberto Hector Goicoechea.

## Pályafutása

### Nemzeti játékvezetés
1959-ben lett az I. Division játékvezetője. Nemzeti foglalkoztatása kiemelkedő volt. A nemzeti játékvezetéstől 1975-ben vonult vissza. Első ligás mérkőzéseinek száma: 374.

### Nemzetközi játékvezetés
Az Argentin labdarúgó-szövetség Játékvezető Bizottsága (JB) terjesztette fel nemzetközi játékvezetőnek, a Nemzetközi Labdarúgó-szövetség (FIFA) 1962-től tartotta nyilván bírói keretében. A FIFA JB központi nyelvei közül a spanyolt beszélte. Több nemzetek közötti válogatott és klubmérkőzést vezetett, vagy működő társának partbíróként segített. Az aktív nemzetközi játékvezetést 1973-ban fejezte be. Egyes szakemberek szerint a század legjobb Argentin játékvezetője.

#### Labdarúgó-világbajnokság
A világbajnoki döntőhöz vezető úton Angliába a VIII., az 1966-os labdarúgó-világbajnokságra és Nyugat-Németországba a X., az 1974-es labdarúgó-világbajnokságra a FIFA JB bíróként alkalmazta. 1966-ban a FIFA JB elvárásainak megfelelően, ha nem vezetett mérkőzést, akkor valamelyik társának partbíróként segített. Egy csoportmérkőzésen egyes számú besorolást kapott, játékvezetői sérülés esetén továbbvezethette volna a találkozót. Selejtező mérkőzéseket a CONMEBOL zónában vezetett. Világbajnokságokon vezetett mérkőzéseinek száma: 1 + 1 (partjelzés).

##### 1966-os labdarúgó-világbajnokság

###### Selejtező mérkőzés
| Időpont           | Helyszín                | Mérkőzés típusa           | Mérkőzés          | Eredmény | Nézők száma |
| ----------------- | ----------------------- | ------------------------- | ----------------- | -------- | ----------- |
| 1965. május 30.   | Városi Stadion, Caracas | előselejtező (1. csoport) | Venezuela–Uruguay | 1 : 3    |             |
| 1965. október 12. | Központi Stadion, Lima  | előselejtező (2. csoport) | Chile–Ecuador     | 2 : 1    |             |

###### Világbajnoki mérkőzés
| Időpont          | Helyszín                         | Mérkőzés típusa              | Mérkőzés              | Eredmény | Nézők száma |
| ---------------- | -------------------------------- | ---------------------------- | --------------------- | -------- | ----------- |
| 1966. július 20. | Old Trafford Stadion, Manchester | csoportmérkőzés (C. csoport) | Magyarország–Bulgária | 3 : 1    | 22 000      |

##### 1974-es labdarúgó-világbajnokság

###### Selejtező mérkőzés
| Időpont          | Helyszín               | Mérkőzés típusa           | Mérkőzés         | Eredmény |
| ---------------- | ---------------------- | ------------------------- | ---------------- | -------- |
| 1973. június 24. | Városi Stadion, Bogotá | előselejtező (1. csoport) | Kolumbia–Uruguay | 0 : 0    |

#### Copa América
Uruguay rendezte az 1967-es Copa América labdarúgó tornát, ahol a CONMEBOL JB játékvezetőként foglalkoztatta.

##### 1967-es Copa América

###### Copa América mérkőzés
| Időpont          | Helyszín                       | Mérkőzés típusa | Mérkőzés       | Eredmény | Nézők száma |
| ---------------- | ------------------------------ | --------------- | -------------- | -------- | ----------- |
| 1967. január 22. | Centenario Stadion, Montevideo | csoportmérkőzés | Chile–Paraguay | 2 : 1    | 6 000       |
| 1967. február 1. | Centenario Stadion, Montevideo | csoportmérkőzés | Chile–Bolívia  | 0 : 0    | 1 500       |

#### Nemzetközi kupamérkőzések
Vezetett kupadöntők száma: 1.

##### Copa Libertadores
| Időpont         | Helyszín                       | Mérkőzés típusa | Mérkőzés                  | Eredmény | Nézők száma |
| --------------- | ------------------------------ | --------------- | ------------------------- | -------- | ----------- |
| 1966. május 14. | Centenario Stadion, Montevideo | döntő           | CA Peñarol–CA River Plate | 2 : 0    | 49 000      |

## Sportvezetőként
Az Umpires School igazgatója, a FIFA játékvezetők oktatói bizottságának tagja.

## Családi kapcsolat
Testvére Duval Goicoechea szintén FIFA játékvezető volt.